# Caxton Building
El Caxton Building es un edificio histórico terminado en 1903 en Cleveland (Estados Unidos). Fue diseñado por el estudio de arquitectura FS Barnum & Co de Frank Seymour Barnum. El edificio de oficinas con estructura de acero de 8 pisos fue construido para Caxton Building Company y su presidente Ambrose Swasey. Albergaba empresas de artes gráficas e imprentas, y recibió su nombre de William Caxton, un impresor británico del siglo XV.

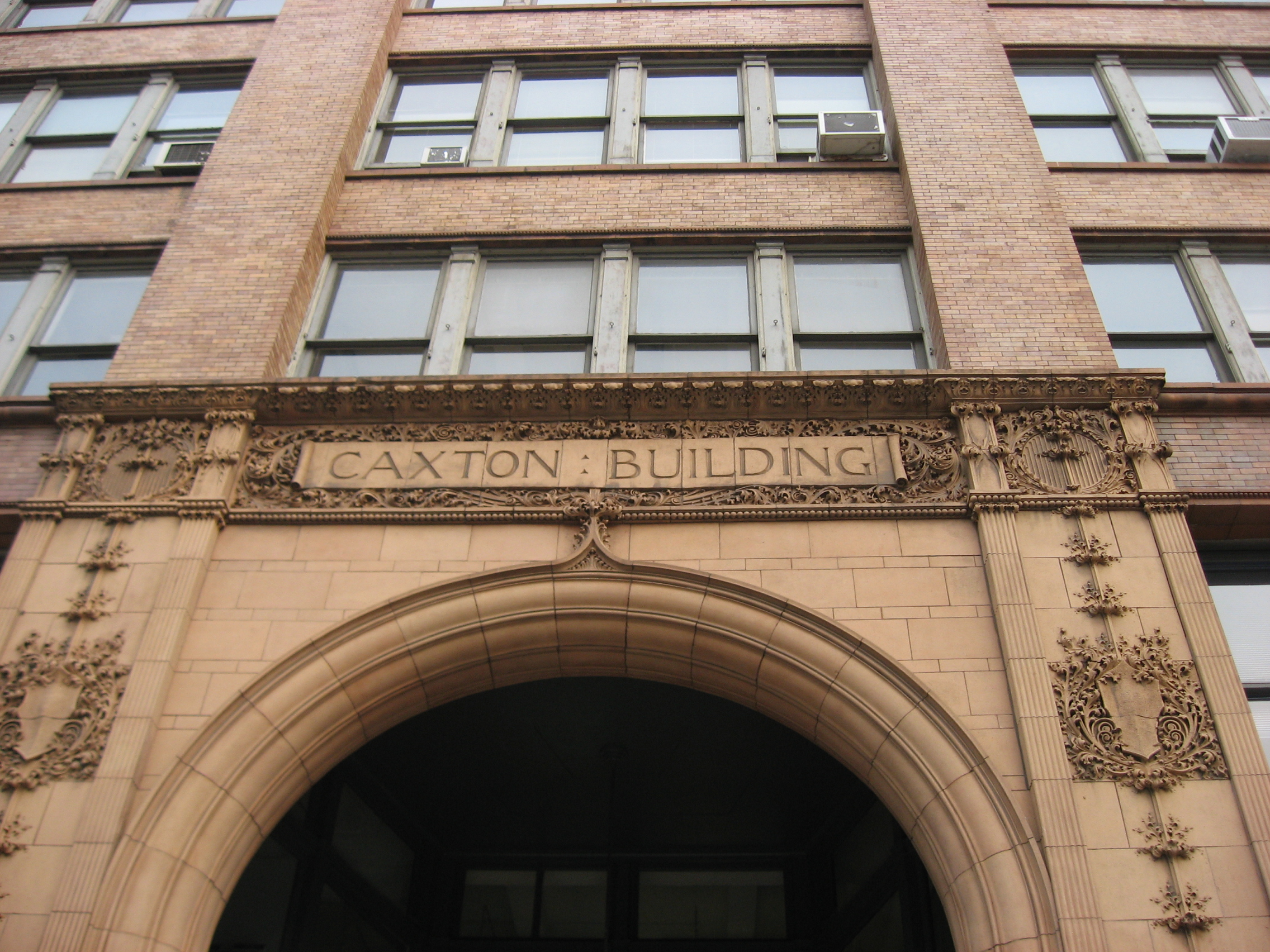
Arco del Caxton Building

La entrada principal al edificio es un arco de terracota de estilo neorrománico. Incluye intrincados cartuchos orgánicos en el estilo popularizado por el arquitecto estadounidense Louis Sullivan, así como capiteles de columnas que acentúan su mampostería de color beige. Su fachada comercial en la planta baja ha incluido restaurantes y cafeterías.

## Historia
El edificio fue diseñado para acomodar prensas de impresión pesadas. En 1905 albergó el negocio de Alfred Cahen, que se convirtió en World Publishing Company.
El Caxton Building se agregó al Registro Nacional de Lugares Históricos en octubre de 1973. Fue declarado un hito de Cleveland en 1976. El edificio fue restaurado en la década de 1990.